# Tà Bhing
Tà Bhing is een xã in het district Nam Giang, een van de districten in de Vietnamese provincie Quảng Nam. Tà Bhing heeft ruim 2400 inwoners op een oppervlakte van 228 km².
Een belangrijke verkeersader is de Quốc lộ 14D.